# Kano
Kano là thành phố của Nigeria và thủ phủ của bang Kano. Kano nằm ở miền bắc Nigeria và có dân số khoảng 3,931,300 theo thống kê năm 2016 ở Nigeria. Dân cư chủ yếu ở đây là người Hausa. Giống như hầu hết các vùng ở miền bắc Nigeria, tiếng Hausa được nói rộng rãi ở Kano.

## Khí hậu
Kano có khí hậu xavan (phân loại khí hậu Köppen Aw).
| Dữ liệu khí hậu của Kano                      | Dữ liệu khí hậu của Kano | Dữ liệu khí hậu của Kano | Dữ liệu khí hậu của Kano | Dữ liệu khí hậu của Kano | Dữ liệu khí hậu của Kano | Dữ liệu khí hậu của Kano | Dữ liệu khí hậu của Kano | Dữ liệu khí hậu của Kano | Dữ liệu khí hậu của Kano | Dữ liệu khí hậu của Kano | Dữ liệu khí hậu của Kano | Dữ liệu khí hậu của Kano | Dữ liệu khí hậu của Kano |
| Tháng                                         | 1                        | 2                        | 3                        | 4                        | 5                        | 6                        | 7                        | 8                        | 9                        | 10                       | 11                       | 12                       | Năm                      |
| --------------------------------------------- | ------------------------ | ------------------------ | ------------------------ | ------------------------ | ------------------------ | ------------------------ | ------------------------ | ------------------------ | ------------------------ | ------------------------ | ------------------------ | ------------------------ | ------------------------ |
| Trung bình ngày tối đa °C (°F)                | 29.0 (84.2)              | 32.4 (90.3)              | 36.4 (97.5)              | 39.1 (102.4)             | 37.1 (98.8)              | 35.4 (95.7)              | 32.0 (89.6)              | 30.9 (87.6)              | 32.3 (90.1)              | 34.5 (94.1)              | 33.1 (91.6)              | 29.9 (85.8)              | 33.5 (92.3)              |
| Tối thiểu trung bình ngày °C (°F)             | 13.7 (56.7)              | 16.2 (61.2)              | 20.4 (68.7)              | 24.5 (76.1)              | 25.0 (77.0)              | 23.7 (74.7)              | 22.1 (71.8)              | 21.2 (70.2)              | 21.9 (71.4)              | 21.2 (70.2)              | 17.1 (62.8)              | 14.2 (57.6)              | 20.1 (68.2)              |
| Lượng mưa trung bình mm (inches)              | 0.0 (0.0)                | 0.3 (0.01)               | 1.0 (0.04)               | 14.1 (0.56)              | 57.3 (2.26)              | 132.5 (5.22)             | 281.0 (11.06)            | 323.9 (12.75)            | 155.8 (6.13)             | 14.1 (0.56)              | 0.0 (0.0)                | 0.0 (0.0)                | 980.0 (38.58)            |
| Số ngày mưa trung bình (≥ 0.2 mm)             | 0                        | 0                        | 0                        | 1                        | 5                        | 8                        | 13                       | 15                       | 24                       | 6                        | 0                        | 0                        | 72                       |
| Độ ẩm tương đối trung bình (%) (at 15:00 LST) | 17.0                     | 13.2                     | 13.2                     | 19.1                     | 29.5                     | 44.5                     | 58.9                     | 63.6                     | 55.0                     | 30.1                     | 18.1                     | 17.4                     | 31.6                     |
| Số giờ nắng trung bình tháng                  | 244.9                    | 232.4                    | 238.7                    | 234.0                    | 263.5                    | 261.0                    | 229.4                    | 220.1                    | 240.0                    | 266.6                    | 264.0                    | 260.4                    | 2.955                    |
| Số giờ nắng trung bình ngày                   | 7.9                      | 8.3                      | 7.7                      | 7.8                      | 8.5                      | 8.7                      | 7.4                      | 7.1                      | 8.0                      | 8.6                      | 8.8                      | 8.4                      | 8.1                      |
| Nguồn 1: Tổ chức Khí tượng Thế giới           |                          |                          |                          |                          |                          |                          |                          |                          |                          |                          |                          |                          |                          |
| Nguồn 2: NOAA                                 |                          |                          |                          |                          |                          |                          |                          |                          |                          |                          |                          |                          |                          |

## Đọc thêm

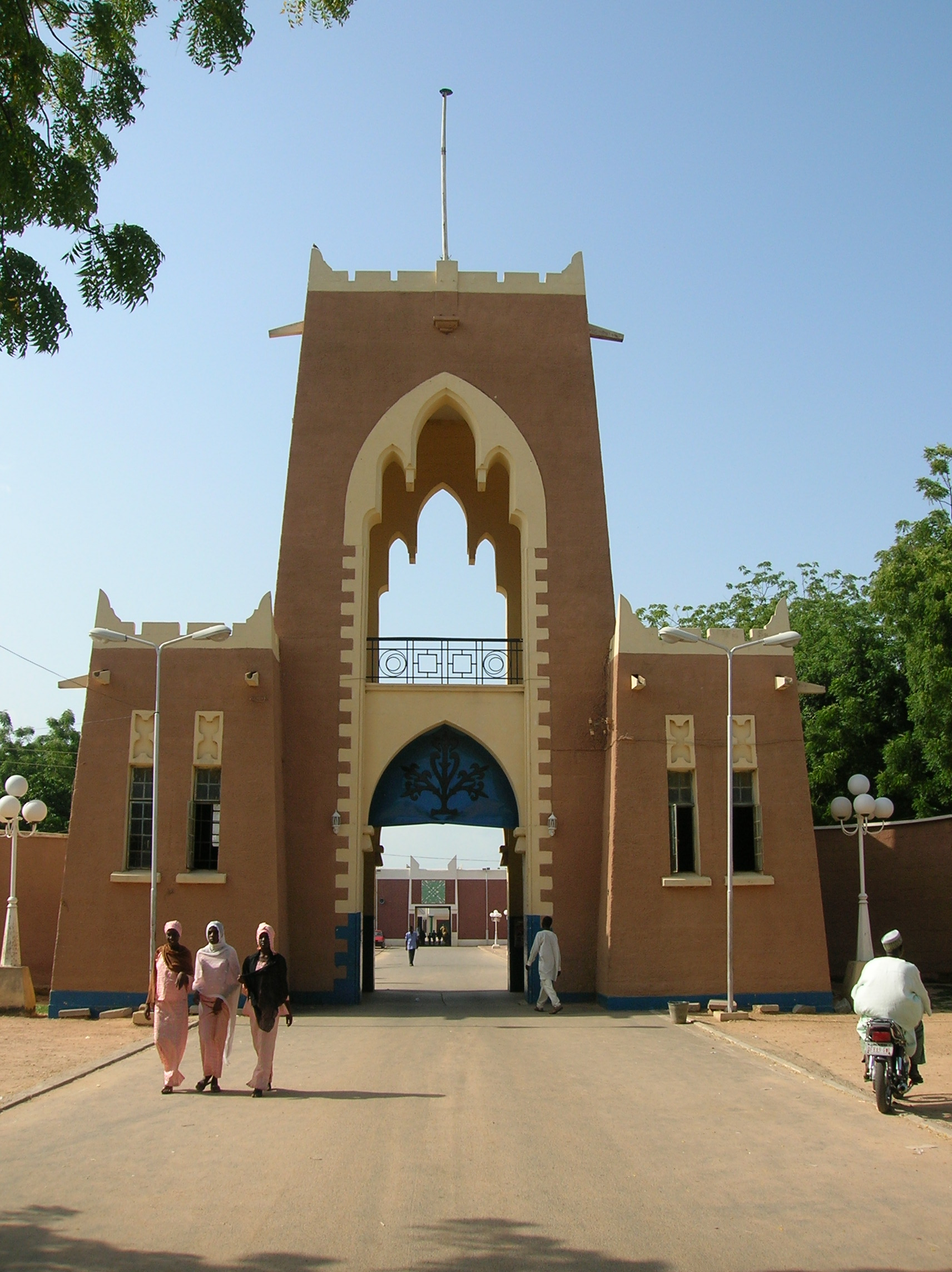
Gate to the Gidan Rumfa

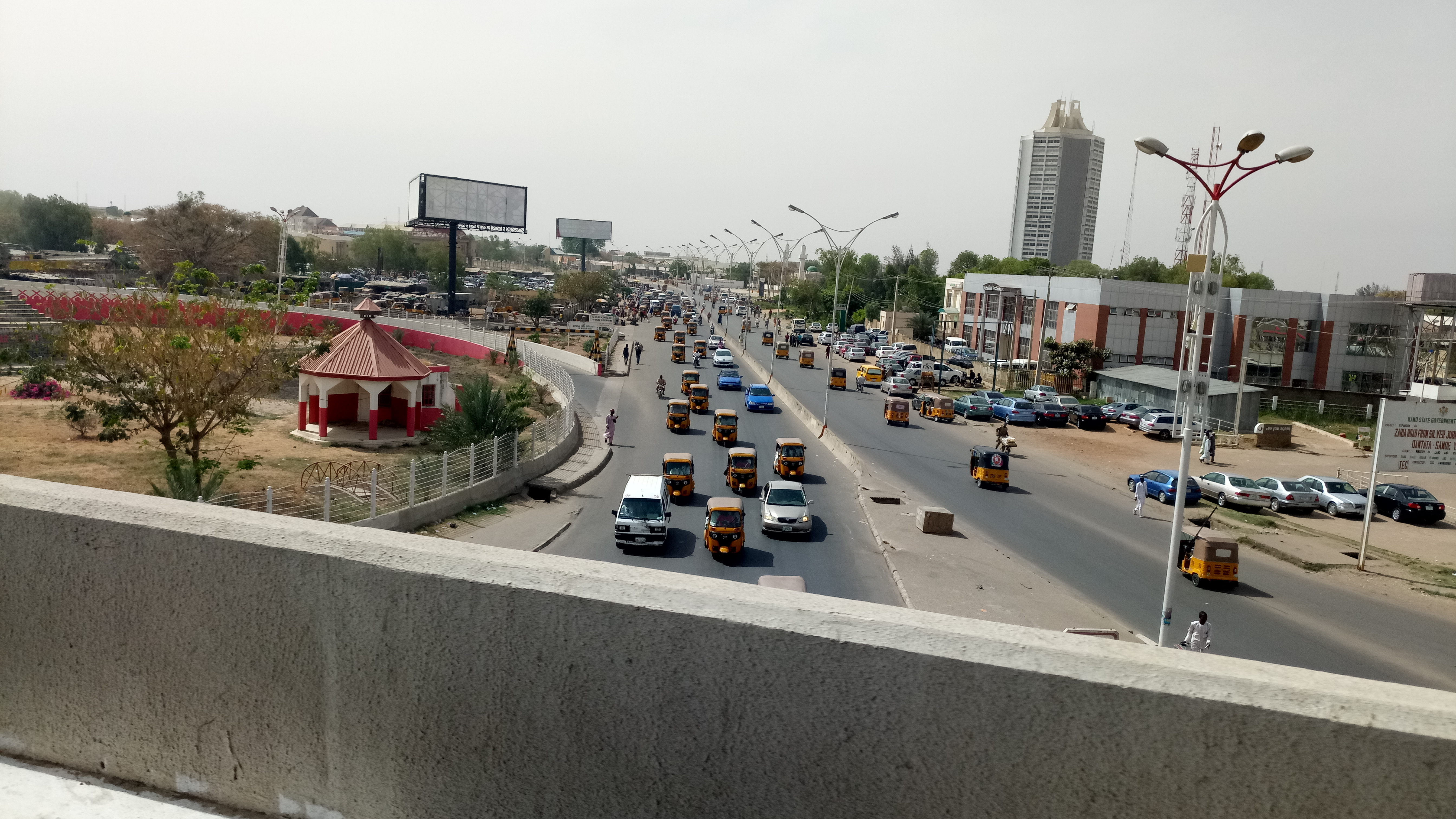
Kano City